# Liste der Kulturdenkmäler in Schwalmtal (Hessen)
Die folgende Liste enthält die in der Denkmaltopographie ausgewiesenen Kulturdenkmäler auf dem Gebiet  der Gemeinde Schwalmtal, Vogelsbergkreis, Hessen.
Hinweis: Die Reihenfolge der Denkmäler in dieser Liste orientiert sich zunächst an Ortsteilen und anschließend der Anschrift, alternativ ist sie auch nach der Bezeichnung, der vom Landesamt für Denkmalpflege vergebenen Nummer oder der Bauzeit sortierbar.
Kulturdenkmäler werden fortlaufend im Denkmalverzeichnis des Landes Hessen durch das Landesamt für Denkmalpflege Hessen auf Basis des Hessischen Denkmalschutzgesetzes (HDSchG) geführt. Die Schutzwürdigkeit eines Kulturdenkmals hängt nicht von der Eintragung in das Denkmalverzeichnis des Landes Hessen oder der Veröffentlichung in der Denkmaltopographie ab.

Die Kulturdenkmäler der Gemeinde Schwalmtal sind in eigenen Listen der Ortsteile enthalten:
- Liste der Kulturdenkmäler in Brauerschwend
- Liste der Kulturdenkmäler in Hergersdorf
- Liste der Kulturdenkmäler in Hopfgarten (Schwalmtal)
- Liste der Kulturdenkmäler in Ober-Sorg
- Liste der Kulturdenkmäler in Rainrod (Schwalmtal)
- Liste der Kulturdenkmäler in Renzendorf
- Liste der Kulturdenkmäler in Storndorf
- Liste der Kulturdenkmäler in Unter-Sorg
- Liste der Kulturdenkmäler in Vadenrod